# Killipia
Killipia là chi thực vật có hoa trong họ Mua.